# Pinturas rupestres de Gwion Gwion

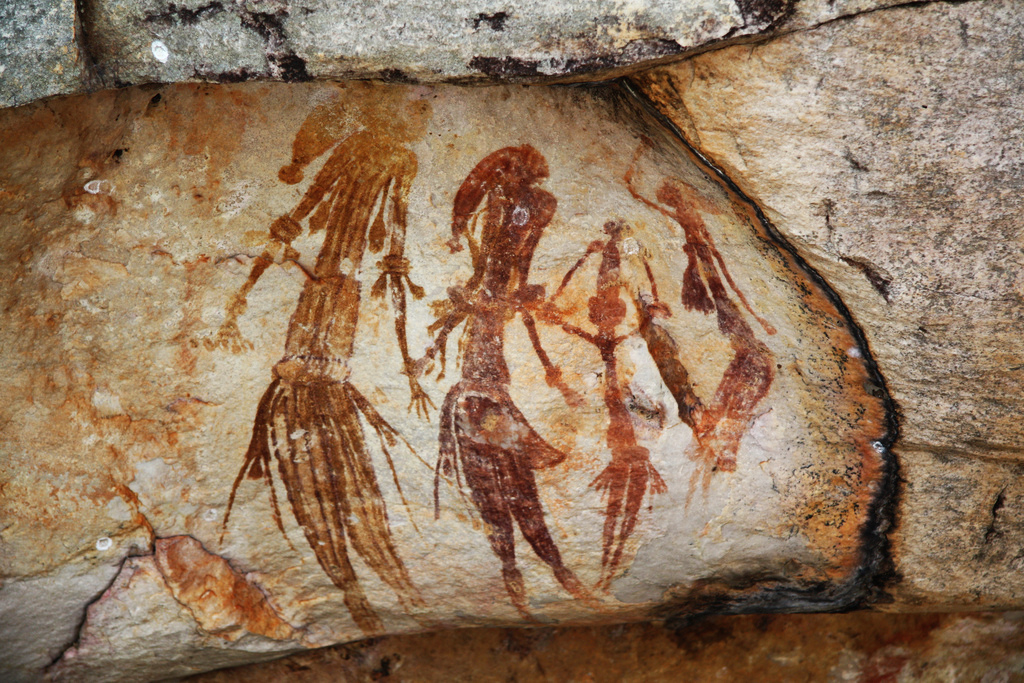
Figuras de Gwion Gwion (Tassel) con trajes ornamentados

Las pinturas rupestres de Gwion Gwion, figuras de Gwion, Kiro Kiro o Kujon (también conocidas como pinturas rupestres de Bradshaw, arte rupestre de Bradshaw, figuras de Bradshaw y las Bradshaws) son una de las dos principales tradiciones regionales de arte rupestre de la zona noroccidental de Kimberley, en Australia Occidental. Los principales propietarios tradicionales han publicado su propia versión del significado de las imágenes. Sin embargo, la arqueología y los investigadores australianos del arte rupestre se disputan la identidad de los artistas y la antigüedad de las obras. Un estudio de 2020 estima que la mayoría de las figuras antropomorfas se crearon hace 12 000 años, basándose en el análisis de nidos de avispas pintados.
Estos aspectos han sido objeto de debate desde que las obras fueron vistas, y registradas, en 1891 por el pastor Joseph Bradshaw, que les dio nombre hasta décadas recientes. Como en la región de Kimberley viven muchos propietarios tradicionales, el arte rupestre se denomina y conoce con nombres diferentes en las lenguas locales, los más comunes de los cuales son Gwion Gwion, o Kiro Kiro. El arte consiste principalmente en figuras humanas ornamentadas con accesorios como bolsos, borlas y tocados.

## Arte de Gwion Gwion
El arqueólogo aficionado Grahame Walsh comenzó a trabajar allí en 1977 y volvió para registrar y localizar nuevos yacimientos hasta su muerte en 2007. Los resultados de este trabajo produjeron una base de datos de 1,5 millones de imágenes de arte rupestre y registros de 1500 nuevos sitios de arte rupestre. Amplió sus registros estudiando la superposición y las secuencias de estilos de las pinturas para establecer una cronología que demostrara que el arte de Gwion Gwion se encuentra al principio de la secuencia del arte rupestre de Kimberley. Propuso que el arte databa de un periodo anterior al Pleistoceno. Muchas de las antiguas pinturas rupestres mantienen colores vivos porque han sido colonizadas por bacterias y hongos, como el hongo negro Chaetothyriales. Los pigmentos aplicados originalmente pueden haber iniciado una relación simbiótica continua entre los hongos negros y las bacterias rojas.

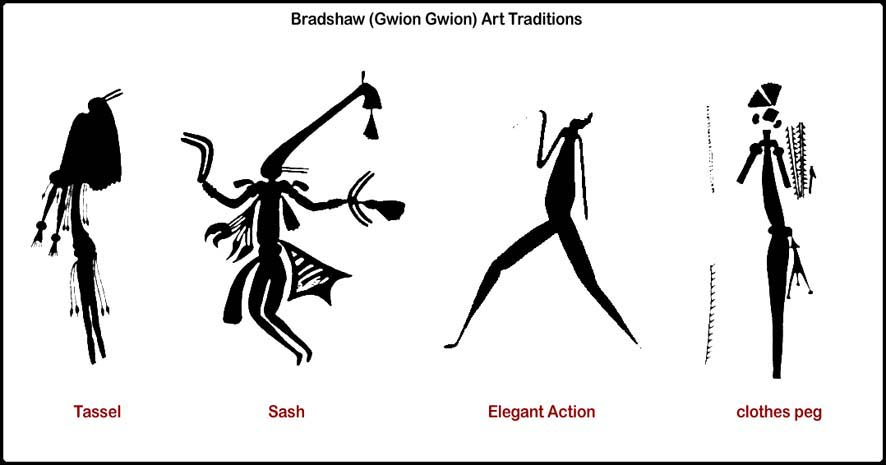
Dibujos de pinturas rupestres de Gwion Gwion en la región de Kimberley, Australia Occidental, que representan los cuatro estilos tradicionales (redimensionados para poder compararlos).

Basándose en las características estilísticas, Walsh clasificó dos estilos individuales de pinturas Gwion, que denominó «Tassel» (borla) y «Sash» (faja) por los rasgos de indumentaria dominantes. También identificó dos variantes, a las que denominó «Elegant Action figures» (figuras de acción elegantes) y «Clothes Peg figures» (figuras de pinza de ropa).
- Tassel: identificadas por sus características borlas que cuelgan de los brazos y la cintura, se pueden reconocer otros accesorios diversos, como brazaletes, tocados cónicos y bumeranes.[10] Este estilo es el más antiguo, el más detallado y el de mayor tamaño.[14]
- Sash: aunque su aspecto es similar al de las figuras Tassel, el cuerpo de Sash se representa más robusto y los pertrechos representados son ligeramente diferentes: se empieza a mostrar un fajín de tres puntas o bolsas sujetas al cinturón de las figuras.[10]
- Elegant Action: muy diferentes de Tassel y Sash, estas figuras casi siempre aparecen corriendo, arrodilladas o cazando con lanzas de múltiples púas y bumeranes.[10] Es difícil situarlas en la secuencia de estilos, ya que son las únicas figuras que no están superpuestas sobre una pintura de otro periodo. Además, ningún otro estilo se superpone a ellas y son el único estilo que no ha sido desfigurado. Estilísticamente, se cree que se sitúan entre las figuras Sash y Clothes Peg.[14]
- Clothes Peg: Walsh las bautizó así por su parecido con las antiguas pinzas de la ropa de madera,[10] pero Welch también las denomina figuras Straight Part.[15] Estas figuras están representadas en una pose inmóvil y pintadas con pigmento rojo. Les faltan partes del cuerpo, como la cintura, los brazos y los pies, como resultado de la decoloración de pigmentos de diferentes colores, como el blanco y el amarillo. La cultura material representada con estas figuras incluye lanzas de múltiples púas, lanzadores de lanzas y bolsas tejidas. Este es el estilo más reciente.[10] Faltan los detalles anatómicos habituales en los estilos anteriores y muchas de las imágenes se muestran en posturas agresivas. Al menos un panel muestra una batalla con adversarios dispuestos en filas opuestas.[14]

La distribución y la gama estilística de estas pinturas son bastante peculiares, y contrastan con la tradición Wandjina. Aunque son más comunes en algunas zonas, como las regiones de arenisca del oeste y el centro de Kimberley, también se han encontrado ejemplos aislados en varios lugares dispersos del este, como la cordillera Napier, y en el extremo oriental de la frontera de Kimberley. El arte se pinta principalmente donde se encuentra un refugio rocoso adecuado; en contraste con el arte Wandjina, que tiene una distribución limitada restringida a sitios aislados. A diferencia del Wandjina, el arte Gwion Gwion rara vez se encuentra en techos, sino que se utilizan superficies rocosas verticales, en lo alto de escarpes, en refugios rocosos poco profundos con pequeños salientes y con suelos rocosos irregulares no aptos para la ocupación.

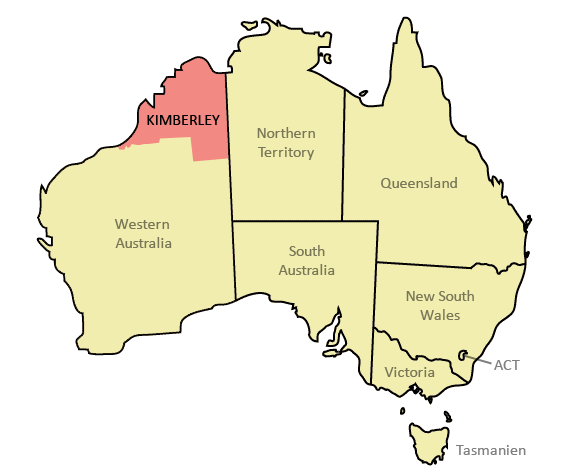
La región de Kimberley, en Australia Occidental

Las pinturas de Gwion Gwion representan principalmente siluetas humanas que parecen estar suspendidas en el aire o en un estilo dinámico que sugiere correr, cazar o bailar. Aunque rara vez se representa el sexo en las pinturas, los músculos de las extremidades, los brazos y los hombros suelen estar bien definidos, además de los abdominales. La cuestión de la representación del género en el arte de Gwion Gwion se ha aclarado recientemente al descubrirse que las figuras se representan como si estuvieran mirando hacia la pared rocosa. Esta perspectiva se ha pasado por alto debido al sesgo occidental hacia las imágenes que «miran hacia fuera», pero también porque la perspectiva «mirando hacia dentro» es más evidente en las representaciones con una excelente delineación de los contornos corporales, como el raro estilo Realista Clásico, que también es el más antiguo en los estudios de superposición. Si se aprecia la perspectiva «de frente», resulta evidente que las numerosas atribuciones de «panzas» son incorrectas, tanto porque ahora se puede ver que están situadas en la parte posterior de estas figuras, como porque es anatómicamente incorrecto atribuir el vientre a estructuras glúteas situadas más inferiormente. Además, las figuras están ornamentadas con diversos objetos, como cinturones, tocados, bolsos y borlas, mientras que a veces se representa otro tipo de cultura material, como bumeranes y varitas. Aunque Bradshaw describió inicialmente el color del arte con tonos de azul pálido y amarillo, la mayoría de las figuras tienen un tono rojo púrpura intenso, color mora o un color entre rojo y marrón amarillento. Sin embargo, Donaldson señala que hay raros ejemplos de figuras multicolores que conservan algo de pigmento amarillo y blanco. La altura del arte es variable; la mayoría mide entre 40 y 50 centímetros, con algunos ejemplos de hasta dos metros.
Artísticamente, las Gwion Gwion son inusualmente avanzadas tanto en técnica como en estilo. El procesamiento de imágenes ha revelado que el contorno de las figuras suele pintarse primero y luego rellenarse. El grabado en la roca sigue a menudo los contornos de las figuras y puede haber servido como boceto preliminar, lo que implica planificación. Algunos rostros de las figuras están pintados con rasgos anatómicamente correctos y con suficiente detalle como para ser considerados retratos. Debido a la minuciosidad y el control de las imágenes, como los mechones de pelo pintados con un grosor de entre 1 y 2 milímetros, se ha sugerido la posibilidad de que se utilizaran plumas como técnica para aplicar la pintura a las paredes rocosas; la huella de una pluma hallada en un yacimiento podría apoyar esta posibilidad. No se han hallado pruebas de correcciones o cambios en la composición durante o después de la pintura, aunque sí de restauraciones. A excepción de las figuras Elegant Action, que se han dejado intactas por razones desconocidas, todas las pinturas de Gwion Gwion muestran posibles actos vandálicos, que pueden indicar mutilaciones rituales o desfiguraciones. La superposición de imágenes, otra forma de vandalismo, es común en toda la región de Kimberley.

## Datación
Las Gwion Gwion no son las pinturas más antiguas de la región. El arte más antiguo consiste en toscos dibujos de animales que se cree que tienen hasta 40 000 años de antigüedad. Las Gwion Gwion no tienen nada en común con este arte anterior y aparecieron por primera vez tras el apogeo del máximo glaciar del Pleistoceno más reciente, datado entre hace 26 500 y 20 000 años.
Desde mediados de la década de 1990 se han utilizado métodos científicos de datación para determinar la edad de las pinturas de Gwion Gwion. Los métodos han incluido la datación por radiocarbono por espectrometría de masas con acelerador (AMS) y la luminiscencia ópticamente estimulada (OSL). Esta última se utilizó cuando se construyeron nidos de avispas de barro sobre las pinturas, y da una edad mínima más que una edad real de la pintura. Los resultados han revelado algunas incoherencias con la cronología de Walsh. Las fechas OSL han dado una fecha pleistocena de 17 500 ± 1800 años AP. La comunidad académica acepta generalmente 5000 años AP para el final del estilo artístico. Si los intervalos de fechas son correctos, esto podría demostrar que la tradición de Gwion Gwion se produjo durante muchos milenios. El geoarqueólogo Alan Watchman afirma que la pintura roja utilizada en una imagen de Gwion Gwion con borla cerca del río Drysdale «probablemente sólo tenga unos 3000 años de antigüedad». «El uso de los resultados de AMS de las capas de pintura adheridas que contienen carbono asociado a otra figura, da una fecha de 3880 BP, lo que hace que el arte Gwion Gwion sea contemporáneo y no más antiguo que el arte wandjina. Hace unos 15 000 años, el registro arqueológico muestra que los aborígenes de Kimberley empezaron a utilizar puntas de piedra en lugar de lanzas con múltiples púas, pero no hay constancia de este cambio de tecnología en las pinturas Gwion Gwion. Las pinturas más recientes siguen representando el uso de lanzas de múltiples púas.
En 2008 se descubrió en la costa noroccidental de Kimberley un arte rupestre que representa lo que se cree que es un Thylacoleo. Se trataba del segundo ejemplo de megafauna representada por los habitantes indígenas de Australia. La imagen presenta una figura Clothes Peg superpuesta sobre el tórax, mientras que una figura Tassel cruza el antebrazo del animal. En 2009, se encontró una segunda imagen, que representa a un Thylacoleo interactuando con una figura Elegant Action que está en el acto de alancear o rechazar al animal con una lanza de múltiples púas. Mucho más pequeño y menos detallado que el hallazgo de 2008, puede representar a un tilacino, aunque el tamaño y la morfología comparativos indican que es más probable que se trate de un Thylacoleo, una postura respaldada por paleontólogos y arqueólogos que han examinado la imagen. Como se cree que el Thylacoleo se extinguió hace 45 000-46 000 años, esto sugiere una edad similar para el arte asociado de Gwion Gwion. Sin embargo, el arqueólogo Kim Akerman cree que la megafauna pudo persistir más tarde en las zonas más húmedas del continente, como sugiere Wells, y ha sugerido una antigüedad de entre 15 000 y 22 000 años para las pinturas.
Los avances en los métodos de datación pueden arrojar luz sobre la antigüedad de las pinturas y obtener un resultado más preciso. El neurocientífico Jack Pettigrew ha propuesto datar el arte mediante la secuenciación del ADN extraído de colonias de microorganismos que han sustituido al pigmento en algunas pinturas.

## Conocimiento indígena
También ha aumentado la investigación realizada en relación con los conocimientos aborígenes. Esto se ha traducido principalmente en la aplicación de nombres aborígenes a las pinturas, que reflejan las lenguas aborígenes específicas utilizadas en las zonas donde se encuentran. Por ejemplo, el nombre ngarinyin del arte es Gwion Gwion. Otros términos son giro giro, utilizado por los aborígenes de Napier, la bahía de Broome y el río Prince Regent. El investigador australiano David Welch señala que estas palabras son probablemente diferentes acentos regionales de Kujon, el nombre del pájaro que aparece en la historia de la creación escuchada originalmente por Schultz en 1938. Los aborígenes también son más abiertos a la hora de contar a los extranjeros historias relacionadas con las imágenes. Estas historias suelen referirse a espíritus que crearon danzas que aún se bailan y que llevan atuendos similares a los de las pinturas, como tocados, bumeranes y cuerdas. Las Bradshaws (Gwion Gwion) también se representan en obras de arte contemporáneo producidas para su venta en Kimberley; un artista notable de Gwion Gwion es Kevin Waina.

## Descubrimiento colonial y estudio

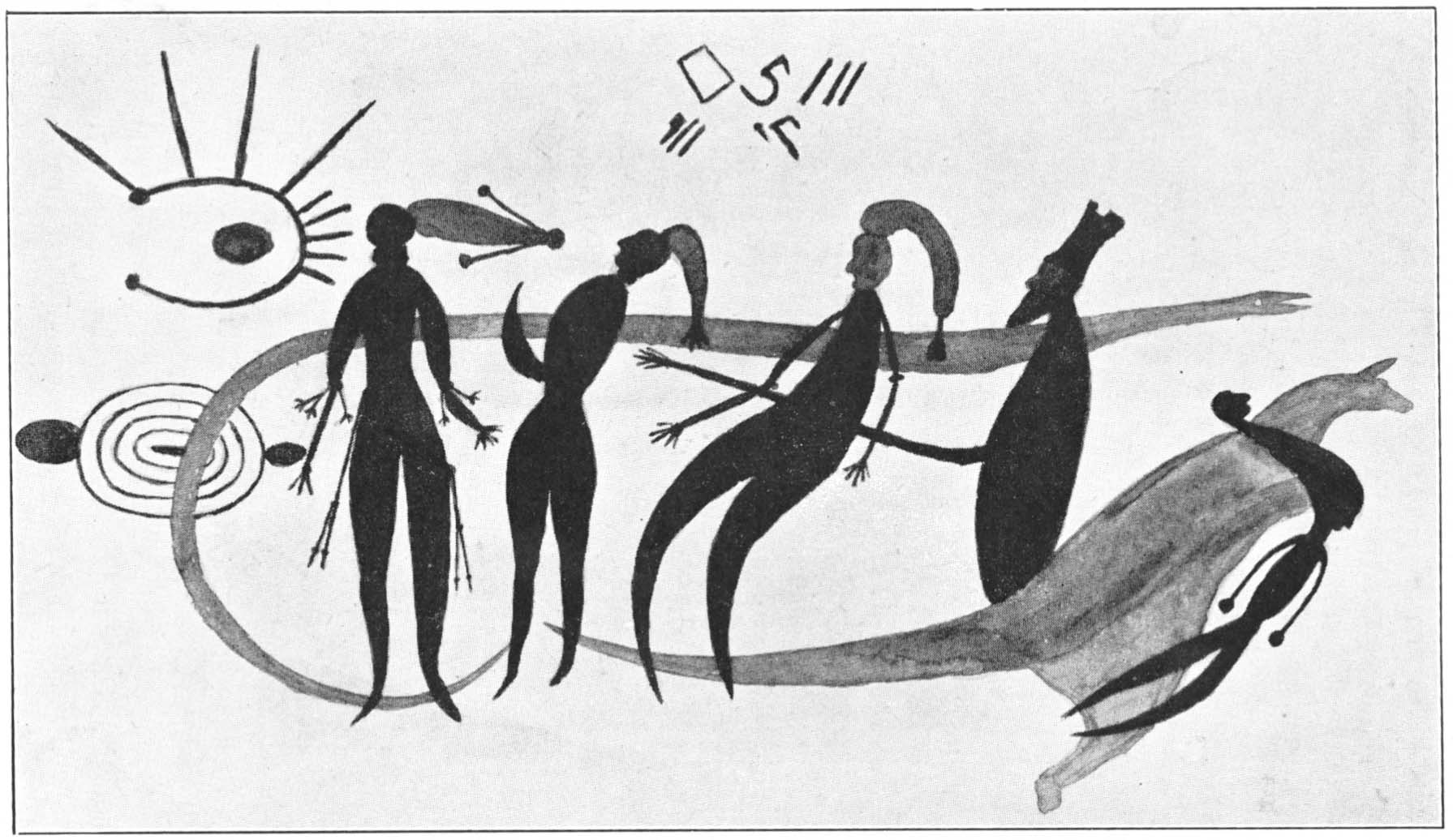
Figuras de Gwion Gwion superpuestas sobre un canguro y una serpiente. Zona del río Prince Regent en Kimberley. Dibujado por Joseph Bradshaw en abril de 1891. Desde entonces, las quemas prescritas han destruido gran parte de la pintura original

El arte rupestre de la región de Kimberley fue registrado por primera vez por el explorador colonial y futuro gobernador de Australia Meridional, George Grey, en 1838. Este arte rupestre se conoce como arte de estilo wandjina.
En 1891, mientras buscaba tierras de pastoreo adecuadas en la entonces remota zona del río Roe, el pastor Joseph Bradshaw documentó un tipo inusual de arte rupestre en un escarpe de arenisca. Bradshaw reconoció que este estilo de pintura era único si se comparaba con el estilo wandjina. En un discurso posterior ante la rama victoriana de la Royal Geographical Society, comentó los finos detalles, los colores, como el marrón, el amarillo y el azul pálido, y lo comparó estéticamente con el del Antiguo Egipto.

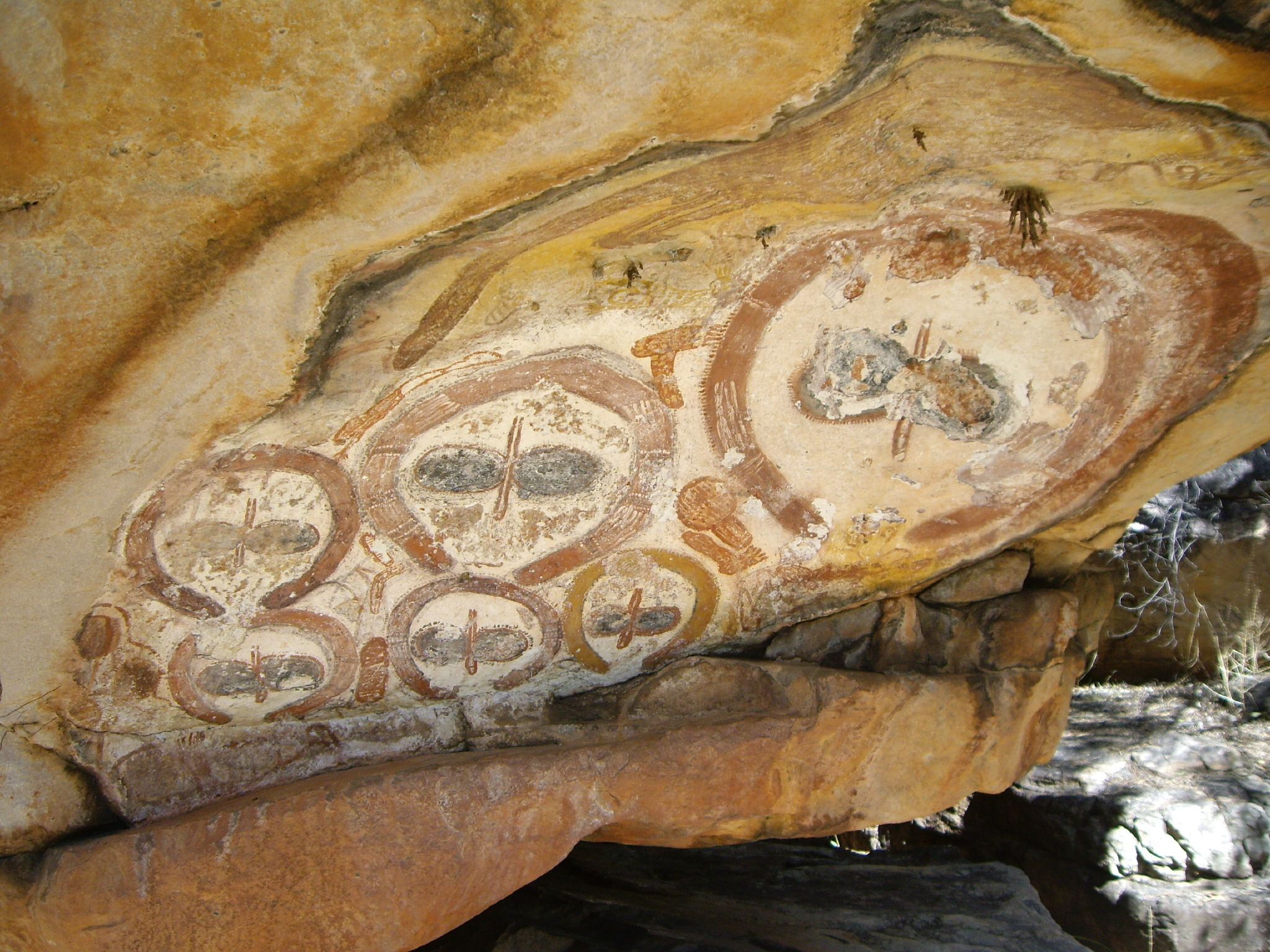
Arte rupestre indígena australiano del último estilo wandjina

El arqueólogo estadounidense Daniel Sutherland Davidson comentó brevemente las figuras mientras realizaba un estudio del arte rupestre australiano que publicaría en 1936. Davidson observó que el encuentro de Bradshaw con este arte fue breve y careció de interpretaciones aborígenes; además, como los bocetos de Bradshaw del arte eran en ese momento la única evidencia visual, Davidson argumentó que podían ser inexactos y posiblemente extraídos de un sesgo eurocéntrico. Las figuras y su existencia como tradición artística fueron cuestionadas; los artículos y libros sobre estas obras no se publicaron hasta la década de 1950.
El redescubrimiento del mural original después de más de un siglo ha demostrado que Bradshaw tenía un notable don para la reproducción sin fotografía, y que las críticas de Davidson carecían de fundamento en ausencia del original. Con el aumento del interés antropológico por la región peninsular, la investigación en la zona costera trajo consigo una toma de conciencia del arte y la cultura aborígenes. Sin embargo, la atención prestada al arte gwion gwion fue esporádica. Varios de los investigadores que se toparon con las pinturas de tipo Gwion durante las expediciones a la región fueron los miembros de la expedición del Frobenius Institute de 1938. Agnes Schultz observó que, a diferencia del arte wandjina, los aborígenes mostraban poco interés por las pinturas gwion gwion, aunque las reconocían como representaciones de espíritus de la sabana o D'imi.
Al ser presionado, el guía aborigen de la expedición explicó su creación:

«Hace mucho tiempo Kujon un pájaro negro, pintó en las rocas. Golpeaba su pico contra las piedras para que sangrara, y con la sangre pintaba. No pintó animales, sólo figuras con forma humana que probablemente representan espíritus».

El antropólogo Robert Layton señala que a investigadores como Ian Crawford, que trabajó en la región en 1969, y Patricia Vinnicombe, que lo hizo en la década de 1980, les contaron historias de creación similares en relación con el arte de tipo Gwion. Desde 1980, se ha realizado un trabajo más sistemático en un esfuerzo por identificar más yacimientos de arte rupestre Gwion Gwion en la región de Kimberley.

### Investigación

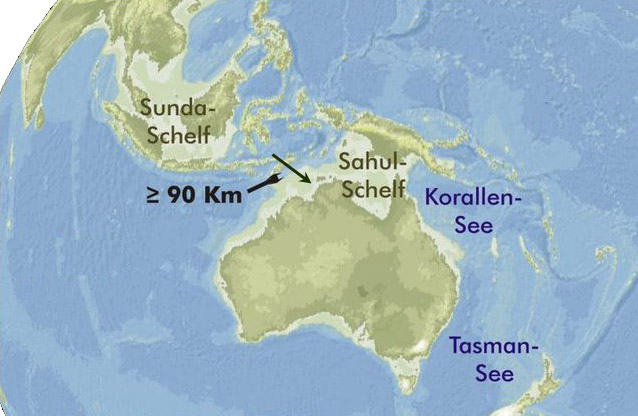
Mapa que muestra la extensión probable de la tierra en la época del último máximo glaciar, hace entre 25 000 y 15 000 años.

El registro fósil del clima y la vegetación en el último máximo glaciar es escaso, pero lo suficientemente claro como para ofrecer una visión general. Cuando la región de Kimberley fue ocupada por primera vez hace unos 40 000 años, estaba formada por bosques tropicales abiertos y zonas boscosas. Tras unos 10 000 años de condiciones climáticas estables, las temperaturas empezaron a enfriarse y los vientos se hicieron más fuertes, lo que condujo al inicio de una era glaciar. Durante el máximo glaciar, hace entre 25 000 y 15 000 años, el nivel del mar estaba unos 140 metros por debajo del actual y la costa se extendía 400 kilómetros hacia el noroeste. Australia estaba unida a Nueva Guinea, y la región de Kimberley estaba separada del sudeste asiático (Wallacea) por un estrecho de unos 90 km de ancho. Las precipitaciones disminuyeron entre un 40% y un 50%, según las regiones, y los niveles de CO2 eran más bajos (la mitad de los de la era preindustrial), por lo que la vegetación necesitaba el doble de agua para realizar la fotosíntesis.
La región de Kimberley, incluida la adyacente plataforma continental expuesta de Sahul, estaba cubierta por vastas praderas, mientras que los bosques y matorrales semiáridos cubrían la plataforma que une Nueva Guinea con Australia. Al sudeste de Kimberley, desde el golfo de Carpentaria hasta el norte de Tasmania, la tierra, incluidos los márgenes occidental y meridional de las plataformas continentales expuestas, estaba cubierta por desiertos extremos y dunas de arena. Se cree que no más del 15% de Australia tenía árboles de algún tipo. Aunque quedaba algo de cubierta arbórea en el sureste de Australia, la vegetación de las zonas costeras más húmedas de esta región era de sabana semiárida. Tasmania estaba cubierta principalmente por estepas frías y pastizales alpinos, con pinos de nieve en altitudes más bajas. Hay indicios de que durante esta época pudo producirse una reducción significativa de las poblaciones aborígenes australianas. Parece que hubo «refugios» dispersos en los que pudieron sobrevivir los tipos de vegetación y las poblaciones humanas modernas. Con el final de la era glacial, la región de Kimberley se asentó en un clima tropical monzónico hasta que un importante episodio de El Niño-Oscilación del Sur a mediados del Holoceno provocó que las lluvias monzónicas de verano australianas se debilitaran o desaparecieran durante unos 1500 años.
La discontinuidad en los estilos artísticos entre los anteriores Gwion Gwion y los wandjina se ha atribuido a la grave fase de sequía que siguió al colapso de la estación húmeda en 5500 AP. El arte de estilo Gwion Gwion terminó alrededor de esta época, posiblemente en 500 años. La aparición del arte wandjina, que representa espíritus de nubes y lluvia hace entre 3800 y 4000 años, coincide con el final de la «megasequía» y el regreso de las lluvias que dieron a la región su clima vigente. El autor principal del artículo, Hamish McGowan, sugiere que se investigue más a fondo el colapso cultural resultante y la posibilidad de que otro grupo étnico suplantara a los artistas de Gwion Gwion. El catedrático de arte rupestre de Kimberley en la Universidad de Australia Occidental, Peter Veth, criticó el artículo de investigación por afirmar que los cambios simultáneos en los patrones climáticos y los estilos artísticos indican el colapso de una cultura. Veth sugirió que un cambio climático coincidente con el paso del arte Gwion Gwion al wandjina es una coincidencia, señalando que la arqueología de la región de Kimberley no muestra una interrupción de la ocupación, y que en otros lugares de Australia se han producido cambios estilísticos en el arte aborigen. Además, la migración de un nuevo grupo étnico a la zona no está respaldada por la lingüística.

## Controversias
Las investigaciones sobre el arte gwion gwion son controvertidas y apenas se ha llegado a un consenso. El debate se ha centrado principalmente en las interpretaciones de Walsh sobre los orígenes, la datación y el origen étnico de los artistas Gwion Gwion, y en su rechazo de que los aborígenes sean sus descendientes. Las implicaciones de sus interpretaciones generaron considerables críticas a partir de mediados de los años 1990 debido a su continuo potencial para socavar las reclamaciones de títulos nativos en la región de Kimberley. Las continuas discrepancias sobre la antigüedad del arte y el debate sobre si fue creado por no-indígenas hacen del arte rupestre de Gwion Gwion uno de los temas más polémicos de la arqueología australiana.

### Artistas locales o exóticos
Según Walsh, el arte de Gwion Gwion se asociaba a un periodo que él denominó Erudite Epoch, una época anterior a que los aborígenes poblaran Australia. Sugirió que el arte podría ser el producto de un grupo étnico que probablemente había llegado a Australia desde Indonesia, sólo para ser desplazado por los antepasados de los actuales aborígenes. Walsh basó esta interpretación en la sofisticación del arte de Gwion Gwion en comparación con otras manifestaciones artísticas de la región de Kimberley, como los estilos mucho más tardíos de wandjina.
En ocasiones, los medios de comunicación han hecho hincapié en sus afirmaciones sobre razas misteriosas. Pettigrew sugiere que las pinturas de Gwion Gwion representan a personas con «rizos de pimienta» y baja estatura que caracterizan a los grupos san; especula que los pueblos africanos viajaron, poco después de la erupción de Toba hace unos 70 000 años, en barca de juncos a través del océano Índico, aprovisionándose con el fruto del árbol baobab. La comunidad arqueológica australiana no ha aceptado en general tales afirmaciones y cree que Gwion Gwion son obras indígenas. Por ejemplo, Andrée Rosenfeld argumentó que la estética del arte no apoyaba las afirmaciones de un origen no aborigen cuando se compara con el valor estético del arte aborigen contemporáneo. La Australian Archaeological Association, en un comunicado de prensa, declaró: «No existen pruebas arqueológicas que sugieran que la colonización temprana de Australia fuera obra de nadie más que de los antepasados de los aborígenes contemporáneos», el comunicado citaba a Claire Smith: «tales interpretaciones se basan en estereotipos racistas y los fomentan».
Los aborígenes también criticaron a Grahame Walsh, argumentando que no había escuchado sus explicaciones sobre el significado que tenían las pinturas en su cultura. Un anciano aborigen le dijo a Crawford en 1969 que las Gwion Gwion eran rubbish paintings (pinturas basura), una cita que Walsh repetiría continuamente en apoyo de su propia teoría de que el arte no era de origen aborigen. En el inglés indígena local, rubbish es un adjetivo que suele utilizarse para describir a alguien que es demasiado viejo o demasiado joven para participar activamente en la cultura local. Otro uso es el de significar que algo no es peligroso, por ejemplo, las serpientes no venenosas se consideran todas rubbish mientras que, por el contrario, las serpientes venenosas son todas cheeky.
En general, los estudiosos han rechazado la idea de que el arte de Gwion Gwion fuera pintado por personas que no fueran aborígenes. El análisis estadístico realizado por Michael Barry ha llegado a la conclusión de que el arte de Gwion Gwion no comparte atributos estilísticos con el arte figurativo prehistórico de ultramar. Además, Barry sostiene que, desde el punto de vista estilístico, el arte de Gwion Gwion tiene más en común con el que se encuentra en otros lugares de Australia, como las figuras pintadas en la Tierra de Arnhem. Algunos historiadores populares e investigadores aficionados han seguido sugiriendo orígenes exóticos para las pinturas rupestres de Gwion Gwion, aunque los críticos consideran que estas interpretaciones son marginales.

### Representaciones de rituales chamánicos
En muchos casos, las figuras Tassel y Sash parecen estar implicadas en danzas, comportamientos extáticos o ambos, lo que, según un estudio de Michaelson et al., puede representar rituales chamánicos o ceremonias de creación. Las hojas de eucalipto (que pueden usarse como droga psicoactiva) se suelen representar con figuras Tassel y Sash que parecen estar en movimiento.
Michaelson et al. citaron los estudios de A. P. Elkin en los que sostenía que el chamanismo aborigen y el tibetano presentan similitudes muy marcadas. También señaló que el patrón mundial del chamanismo sugiere una herencia común que irradió desde el norte de África hace unos 50 000 años; puede que se originara como una función femenina que con el tiempo ha sido asumida por los hombres. Las mujeres aborígenes de Australia han declarado explícitamente que los hombres han asumido las funciones que ellas desempeñaban en las ceremonias. Esto se ve corroborado por el hecho de que muchas lenguas completamente diferentes tienen una palabra similar para referirse a las mujeres chamanes (por ejemplo, udaghan, udagan, utygan), mientras que el término para referirse a los hombres chamanes es distinto en cada lengua. Michaelson consideró significativo que, aunque en el arte de Gwion Gwion se representan pocas mujeres, las figuras Tassel que parecen dirigir ceremonias (el estilo más antiguo) tienen claramente pechos, en contraste con el arte posterior que representa a hombres en los papeles principales. Pettigrew identifica elementos del arte Gwion Gwion con símbolos utilizados por los artistas sandawe para transmitir su experiencia con alucinógenos, y otros que parecen mostrar elementos alucinatorios. De ello infiere que los trances inducidos por la psilocibina eran una característica de ambas culturas.
Sin embargo, sólo un pequeño número de investigadores cree que el chamanismo ha formado parte de la cultura de los indígenas australianos. George Chaloupka, experto en arte rupestre indígena australiano, lo expresa sin rodeos: «Los chamanistas gobiernan el mundo en la actualidad... No es más que otra ortodoxia que se regodea en sus cinco minutos de sol». Grahame Walsh consideraba «absurda» la idea de mujeres chamanes en la cultura Gwion Gwion. Señalando que las imágenes de mujeres Gwion Gwion tienden a tener pechos extremadamente prominentes, Walsh dice que los pechos más pequeños identificados por Michaelson son probablemente decoraciones de la banda pectoral.

### Destrucción
Los bombardeos incendiarios y las quemas prescritas llevadas a cabo por el Department of Environment and Conservation y el Department of Fire and Emergency Services de Australia Occidental desde 2009 como parte de la estrategia gubernamental de prevención de incendios han provocado el desprendimiento de la pintura de más de 5000 de los 8742 ejemplos conocidos de arte de Gwion Gwion. Un estudio del arqueólogo Lee Scott-Virtue ha determinado que hasta el 30% del arte rupestre había quedado completamente destruido por el fuego.